# 克恩县
克恩县（英語：Kern County）是一个位於美国加利福尼亚州中央谷地南部的縣份。根据2020年美國人口普查，克恩县共有人口40萬3,455人；人口比例白人約占61.6%、非裔占6.02%、亞裔占3.37%、印第安人占1.51%。克恩县的县治為贝克斯菲尔德。克恩县的經濟在很大程度上依賴农业和石油開採業。
克恩县的總面積為8,161.42平方英里（21,138.0平方），既是加利福尼亞州面積第三大的縣份，亦是美國面積第20大的縣份。而克恩县於2010年共有人口839,631人，既是加州人口第11多的縣份，亦是美國人口第61多的縣份。

## 地理

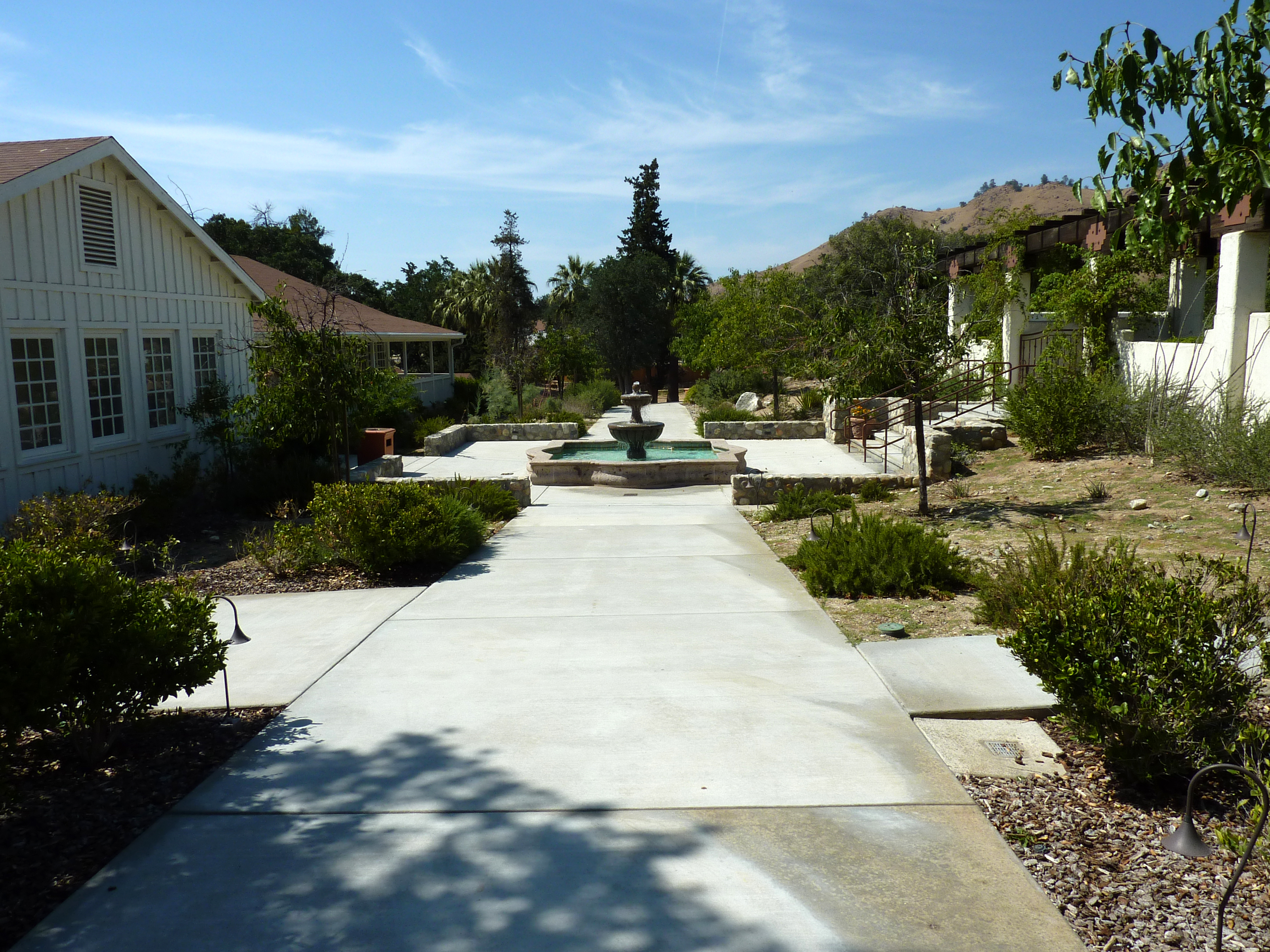
塞薩爾·E.·查韋斯國家紀念區

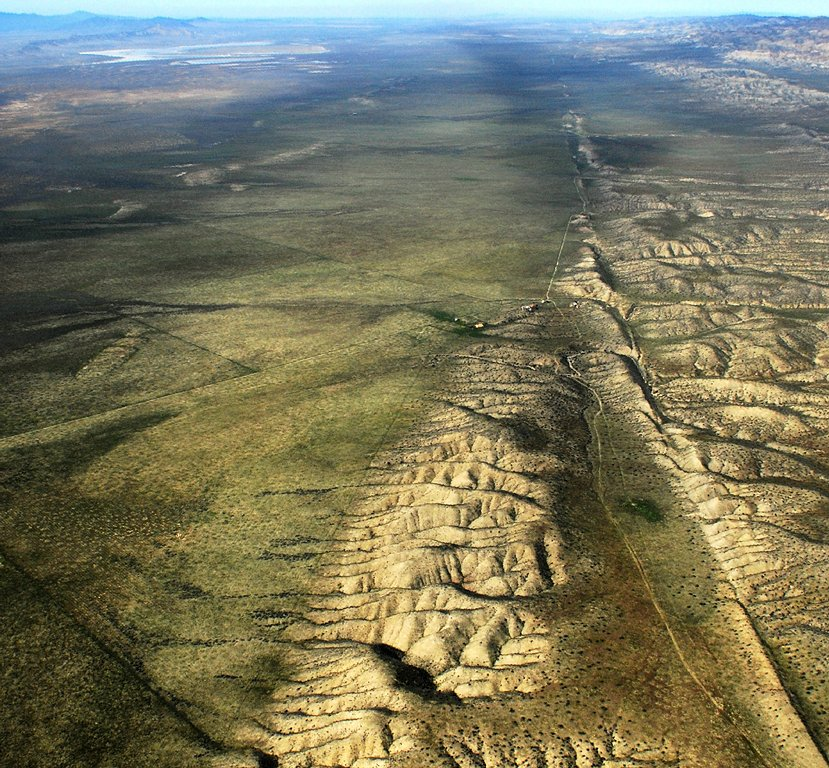
卡里索平原國家紀念區

根據2000年人口普查，克恩县總面積為8,161.42平方英里（21,138.0平方），其中有8,140.96平方英里（21,085.0平方），即99.75%為陸地；20.46平方英里（53.0平方），即0.25%為水域。克恩县既是加利福尼亞州面積第三大縣份，亦是美國面積第20大的縣份。

### 毗鄰縣
克恩县所有毗鄰縣皆為加利福尼亞州的縣份。
- 图莱里县：北方
- 因約縣：東北方
- 聖貝納迪諾縣：東方
- 文图拉县：南方
- 洛杉矶县：南方
- 聖塔芭芭拉郡：西南方
- 聖路易斯-奧比斯波縣：西方
- 蒙特雷縣：西北方
- 金斯縣：西北方

### 國家保護區
| - 苦澀溪國家野生動物保護區 - 卡里索平原國家紀念區（部分） - 塞薩爾·E.·查韋斯國家紀念區 - 巨杉國家紀念區（部分） |  | - 克恩國家野生動物保護區 - 洛斯帕德里斯国家森林（部分） - 巨杉国家森林（部分） |

### 建制市
| 自治体（市/镇）                         | 成立年份 | 人口（2018） |
| --------------------------------------- | -------- | ------------ |
| 阿文（Arvin）                           | 1960     | 21,522       |
| 贝克斯菲尔德／贝克菲尔（Bakersfield）   | 1898     | 383,579      |
| 加利福尼亚城／加州城（California City） | 1965     | 14,217       |
| 德拉诺（Delano）                        | 1915     | 53,014       |
| 马里科帕（Maricopa）                    | 1911     | 1,197        |
| 麦克法兰（McFarland）                   | 1957     | 15,182       |
| 里奇克莱斯特（Ridgecrest）              | 1963     | 28,940       |
| 沙夫特（Shafter）                       | 1938     | 20,058       |
| 塔夫脱（Taft）                          | 1910     | 9,396        |
| 特哈查比（Tehachapi）                   | 1909     | 12,432       |
| 沃斯科（Wasco）                         | 1945     | 27,976       |

## 經濟

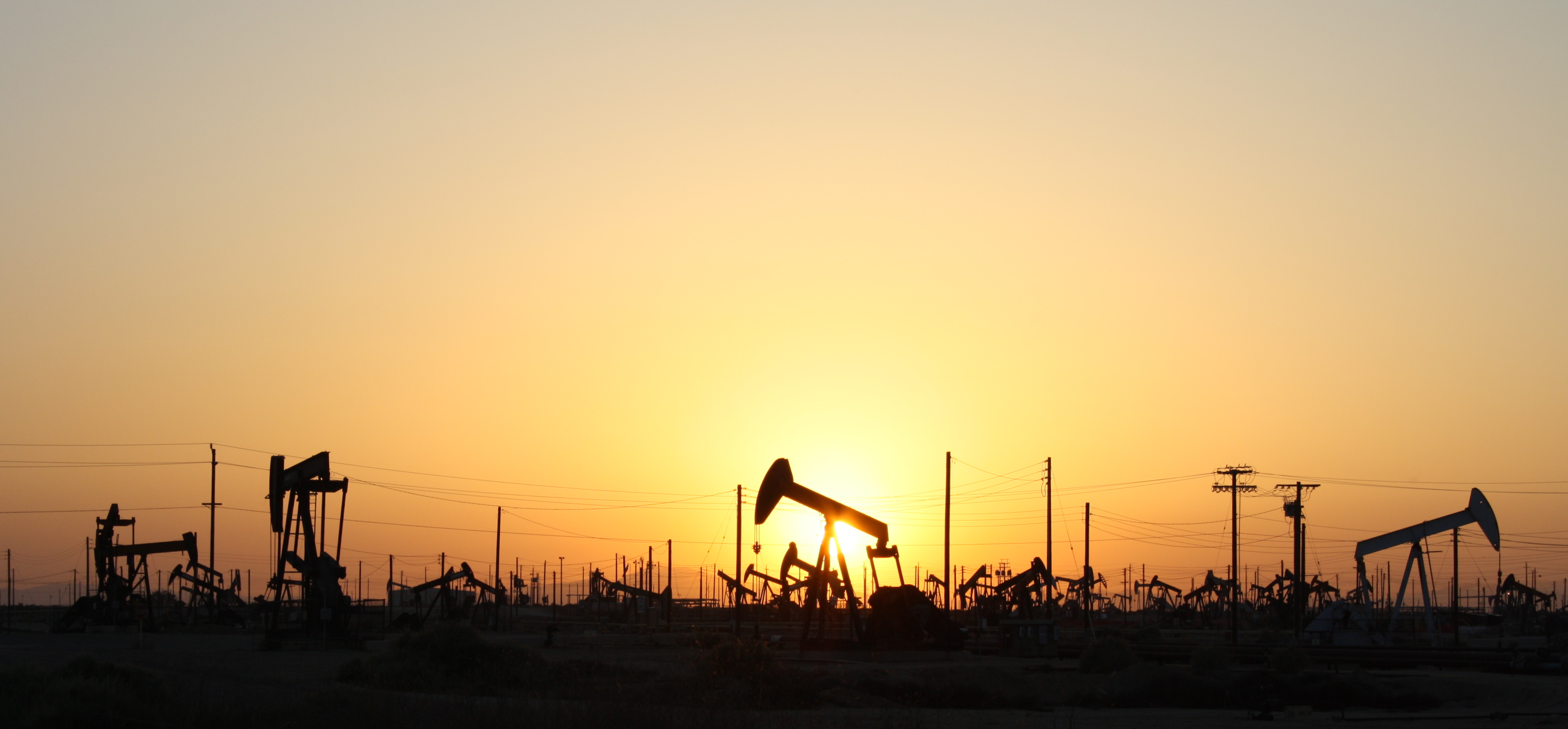
克恩县的油井

克恩县以農業作為經濟支柱之一，並且是一個重要的石油及天然气生產地。克恩县佔了整個美國石油產量的十分之一，且克恩县在美國五大油田中已佔有三個。還因其礦產而聞名，其礦產包括黃金、硼酸鹽和四水硼砂。加利福尼亞州最大的露天礦場亦位於克恩县內。
截至2009年，克恩县在加州52,144個油井中佔了81%。而加州超過四分之三的石油產量均來自克恩县。

## 人口
| 调查年            | 人口    | 备注  | %±     |
| ----------------- | ------- | ----- | ------ |
| 1870              | 2,925   |       | —      |
| 1880              | 5,601   |       | 91.5%  |
| 1890              | 9,808   |       | 75.1%  |
| 1900              | 16,480  |       | 68.0%  |
| 1910              | 37,715  |       | 128.9% |
| 1920              | 54,843  |       | 45.4%  |
| 1930              | 82,570  |       | 50.6%  |
| 1940              | 135,124 |       | 63.6%  |
| 1950              | 228,309 |       | 69.0%  |
| 1960              | 291,984 |       | 27.9%  |
| 1970              | 329,162 |       | 12.7%  |
| 1980              | 403,089 |       | 22.5%  |
| 1990              | 543,477 |       | 34.8%  |
| 2000              | 661,645 |       | 21.7%  |
| 2010              | 839,631 |       | 26.9%  |
| 2012年估计        | 850,006 | [ 6 ] | 1.2%   |
| Source: US Census |         |       |        |

### 2010
根據2010年人口普查，克恩县擁有839,631居民。克恩县的人口是由59.5%白人、5.8%黑人、1.5%土著、4.2%亞洲人、0.1%太平洋岛民、24.3%其他種族和4.5%混血构成。而西班牙裔或拉丁美洲人佔了人口49.2%。

### 2000
根據2000年人口普查，克恩县擁有661,645居民、208,652住戶和156,489家庭。其人口密度為每平方英里81居民（每平方公里31居民）。克恩县擁有231,564間房屋单位，其密度為每平方英里28間（每平方公里11間）。克恩县的人口是由61.6%白人、6.0%黑人、1.5%土著、3.4%亞洲人、0.2%太平洋岛民、23.2%其他種族和4.1%混血构成。而西班牙裔或拉丁美洲人佔了人口38.4%。在61.6%白人當中，有8.4%為德國人以及5.7%為愛爾蘭人。在661,645居民當中，有66.8%母語為英語、29.1%為西班牙語以及1.0%為他加祿語。
在208,652住户中，有42.2%擁有一個或以上的兒童（18歲以下）、54.6%為夫妻、14.5%為單親家庭、25%為非家庭、20.3%住户為獨居、7.8%住户有同居長者。平均每戶有3.03人，而平均每個家庭則有3.50人。在661,645居民中，有31.9%為18歲以下、10.2%為18至24歲、29.8%為25至44歲、18.7%為45至64歲以及9.4%為65歲以上。人口的年齡中位數為31歲，每100個女性就有105.3個男性。而每100個成年女性（18歲以上）就有105.3個成年男性。
克恩县的住戶收入中位數為$35,446，而家庭收入中位數則為$39,403。男性的收入中位數為$38,097，而女性的收入中位數則為$25,876。克恩县的人均收入為$15,760。約16.8%家庭和20.8%人口在貧窮線以下，包括27.8%兒童（18歲以下）及10.5%長者（65歲以上）。